# Souillé
Souillé és un municipi francès situat al departament del Sarthe i a la regió de País del Loira. L'any 2007 tenia 579 habitants.

## Demografia

### Població
El 2007 la població de fet de Souillé era de 579 persones. Hi havia 202 famílies de les quals 33 eren unipersonals (22 homes vivint sols i 11 dones vivint soles), 58 parelles sense fills, 97 parelles amb fills i 14 famílies monoparentals amb fills.
La població ha evolucionat segons el següent gràfic:
Habitants censats

### Habitatges
El 2007 hi havia 207 habitatges, 199 eren l'habitatge principal de la família, 5 eren segones residències i 3 estaven desocupats. 205 eren cases i 2 eren apartaments. Dels 199 habitatges principals, 163 estaven ocupats pels seus propietaris, 34 estaven llogats i ocupats pels llogaters i 2 estaven cedits a títol gratuït; 3 tenien dues cambres, 23 en tenien tres, 54 en tenien quatre i 120 en tenien cinc o més. 172 habitatges disposaven pel capbaix d'una plaça de pàrquing. A 59 habitatges hi havia un automòbil i a 135 n'hi havia dos o més.

### Piràmide de població
La piràmide de població per edats i sexe el 2009 era:
| Homes | Edats   | Dones |
| ----- | ------- | ----- |
| 0     | 95 o +  | 0     |
| 0     | 90 a 94 | 0     |
| 0     | 85 a 89 | 4     |
| 0     | 80 a 84 | 0     |
| 12    | 75 a 79 | 4     |
| 0     | 70 a 74 | 8     |
| 4     | 65 a 69 | 4     |
| 4     | 60 a 64 | 0     |
| 8     | 55 a 59 | 4     |
| 32    | 50 a 54 | 16    |
| 16    | 45 a 49 | 36    |
| 16    | 40 a 44 | 12    |
| 12    | 35 a 39 | 12    |
| 20    | 30 a 34 | 12    |
| 4     | 25 a 29 | 4     |
| 16    | 20 a 24 | 0     |
| 28    | 15 a 19 | 8     |
| 20    | 10 a 14 | 12    |
| 16    | 5 a 9   | 4     |
| 8     | 0 a 4   | 4     |

## Economia
El 2007 la població en edat de treballar era de 383 persones, 305 eren actives i 78 eren inactives. De les 305 persones actives 288 estaven ocupades (149 homes i 139 dones) i 16 estaven aturades (8 homes i 8 dones). De les 78 persones inactives 33 estaven jubilades, 31 estaven estudiant i 14 estaven classificades com a «altres inactius».

### Ingressos
El 2009 a Souillé hi havia 219 unitats fiscals que integraven 636 persones, la mediana anual d'ingressos fiscals per persona era de 18.682 €.

### Activitats econòmiques
Dels 7 establiments que hi havia el 2007, 2 eren d'empreses de construcció, 1 d'una empresa de comerç i reparació d'automòbils, 1 d'una empresa de transport, 1 d'una empresa d'hostatgeria i restauració i 2 d'empreses classificades com a «altres activitats de serveis».
Dels 5 establiments de servei als particulars que hi havia el 2009, 1 era un taller de reparació d'automòbils i de material agrícola, 1 guixaire pintor, 1 fusteria i 2 perruqueries.
L'any 2000 a Souillé hi havia 8 explotacions agrícoles.

## Equipaments sanitaris i escolars
El 2009 hi havia una escola elemental integrada dins d'un grup escolar amb les comunes properes formant una escola dispersa.

## Poblacions més properes
El següent diagrama mostra les poblacions més properes.